# Udea montensis
Udea montensis is een vlinder uit de familie van de grasmotten (Crambidae), uit de onderfamilie van de Spilomelinae. De wetenschappelijke naam van deze soort is voor het eerst voorgesteld door Akira Mutuura in een publicatie uit 1954.
De soort komt voor in Japan.